# Chajpudyrský záliv
Chajpudyrský záliv (rusky Хайпудырская губа) je mělký záliv na jihovýchodě Pečorského moře u pobřeží Něneckého autonomního okruhu Ruské federace.
Do pevniny záliv vniká v délce 46 km, šířka u vchodu je 15 km, ve střední části 33 km. Průměrná hloubka je 2,5 m.
Břehy zálivu jsou pokryté Bolšezemelskou tundrou a perfmafrostem. Západní břehy jsou vysoké a strmé, východní jsou naopak nízké. Do zátoky ústí řeky More-ju, Naul, Sed-Jacha a Korotaicha.
Výška přílivu je asi 1 m.
V zátoce je rozvinutý rybolov (především treska obecná) a lov běluh a tuleňů.